# Ateisme
|  | «Ateu» redirigeix aquí. Vegeu-ne altres significats a «Ateu Pretextat». |

L'ateisme és, en un sentit ampli, el rebuig de la creença en l'existència de deïtats. En un sentit més estricte, és específicament la posició segons la qual no hi ha deïtats. També és vist simplement com a l'absència de la creença en l'existència de deïtats. L'ateisme és l'oposició del teisme, que en termes generals és la creença de l'existència d'una o diverses deïtats.
El terme ateisme prové del grec ἄθεος (atheos), significa 'sense déu(s)' i es feia servir com un terme pejoratiu aplicat als que rebutjaven els déus adorats per la societat en general. Amb la difusió del lliure pensament, la investigació escèptica i el posterior augment de la crítica de la religió, es va limitar l'abast d'aplicació del terme. Els primers individus que s'autoidentificaren com a "ateus" van ser del segle xvii.
Els arguments de l'ateisme van des de plantejaments filosòfics fins a socials i històrics. Les justificacions per no creure en cap deïtat sobrenatural inclouen la falta de proves empíriques, el problema del mal, l'argument de revelacions inconsistents, el rebuig dels conceptes que no poden ser falsats i l'argument de la no-creença. Tot i que alguns ateus han adoptat filosofies seculars, no hi ha una ideologia que els englobi a tots. Molts ateus sostenen que l'ateisme és una visió del món més parsimoniosa que la del teisme, i per tant, la càrrega de la prova no recau en l'ateu per refutar l'existència de déu, sinó en el teista per proporcionar una justificació per al teisme.
L'ateisme s'accepta dins d'algunes religions i creences espirituals, com per exemple l'hinduisme, el jainisme, el budisme, el moviment raelià, moviments neopagans com la wicca i les religions no teistes. El jainisme, així com algunes branques del budisme, no propugnen la creença en déus, mentre que també l'hinduisme considera vàlid l'ateisme, tot i que algunes de les seves escoles veuen difícil el camí d'un ateu pel que fa a l'espiritualitat.
Donada la variabilitat de les concepcions d'ateisme, és difícil determinar quants ateus hi ha al món. Segons una estimació feta el 2007, al voltant del 2,3% de la població és atea, mentre que un 11,9% addicional es considera no religiosa. D'acord amb una enquesta mundial realitzada per WIN/GIA el 2012, el 13% dels enquestats van dir que eren ateus. Segons un altre estudi, els percentatges més elevats es troben als països occidentals; alguns exemples en són: els Estats Units (4%), Itàlia (7%), Espanya (11%), Gran Bretanya (17%), Alemanya (20%), i França (32%). Actualment, un 22,5% dels ciutadans de Catalunya manifesten ser ateus. Aquestes dades provenen de l'estudi d'opinió de 2005 de l'Institut d'Estadística de Catalunya, en què un 22,5% es van declarar com a no creients (ateus), un 16,5% com a agnòstics i un 59% com a creients en alguna religió.

## Definicions i distincions

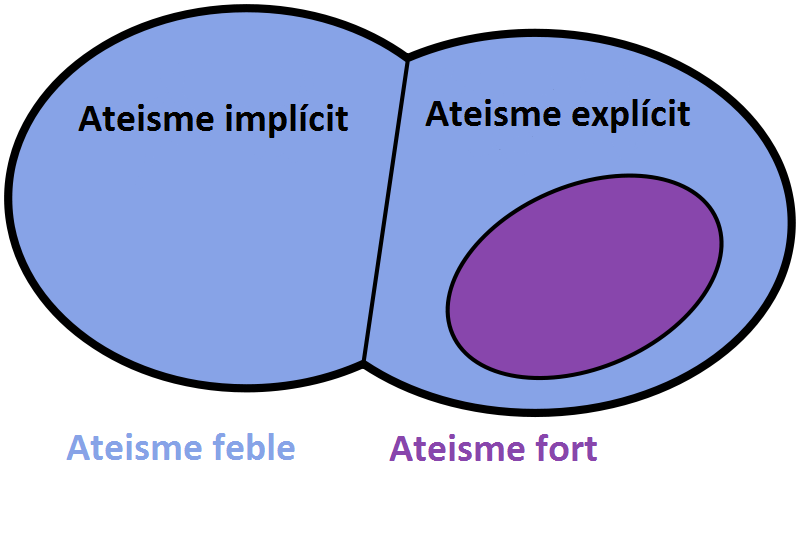
Diagrama mostrant la relació entre les definicions d'ateisme fort/feble i explícit/implícit. Els ateus explícits forts/positius (en morat a la dreta) sostenen que "almenys una deïtat existeix" és una afirmació falsa. Els ateus explícits febles/negatius (en blau a la dreta) rebutgen o eviten la "creença" que una deïtat existeixi sense sostenir que l'afirmació que "almenys una deïtat existeix" sigui falsa. Els ateus implícits febles/negatius (en blau a l'esquerra) inclourien la gent (per exemple, nens petits i algunes classes d'agnòstics) que no creuen en cap deïtat, però que no han rebutjat explícitament aquesta creença.
(Les grandàries del diagrama no representen les mides relatives de les poblacions.)

Els escriptors no estan d'acord amb la millor manera de definir i classificar l'ateisme. Hi ha disputes pel que fa a quines entitats sobrenaturals se'ls aplica el terme, si es tracta d'una afirmació en si mateixa o simplement de la seva absència, i si requereix un rebuig explícit conscient. L'ateisme ha estat considerat com a compatible amb l'agnosticisme i també s'ha contrastat amb aquest. S'han utilitzat una varietat de categories per a distingir les diferents formes d'ateisme.

### Abast
Part de l'ambigüitat i controvèrsia involucrada en la definició de l'ateisme sorgeix de la dificultat per arribar a un consens en la definició de termes com deïtat i Déu. La pluralitat de concepcions de Déu i deïtats molt diferents condueix a diferents idees sobre l'aplicabilitat de l'ateisme. Els antics romans van acusar els cristians de ser ateus per no adorar els déus pagans. A poc a poc, aquest punt de vista va caure en desgràcia quan el teisme va arribar a ser entès com la creença en qualsevol divinitat.
Pel que fa a l'abast de fenòmens que pot rebutjar, l'ateisme pot negar només l'existència d'una deïtat o bé l'existència de qualsevol dels conceptes espirituals, sobrenaturals o transcendentals possibles, com els esmentats dins del budisme, hinduisme, jainisme o taoisme.

### Implícit contra explícit
Les definicions de l'ateisme també varien segons el grau de consideració que hom dedica a la idea dels déus per ser considerat un ateu. En algunes ocasions, s'ha definit l'ateisme per tal d'incloure la simple absència de creença en l'existència de deïtats. Aquesta àmplia definició inclouria els nounats i altres persones que no hagin estat exposades a les idees teistes. Ja el 1772, el baró de Holbach va dir: "Tots els nens neixen ateus, no tenen idea de Déu". De la mateixa manera, George H. Smith va suggerir que: "L'individu que no estigui familiaritzat amb el teisme és un ateu perquè no creu en un déu. Aquesta categoria també inclouria el nen amb la capacitat conceptual per comprendre les qüestions en joc, però que encara no està al corrent d'aquestes qüestions. El fet que aquest nen no cregui en déu el qualifica d'ateu". Smith va encunyar el terme ateisme implícit per referir-se a "l'absència de la creença teista sense un rebuig conscient d'aquesta" i el d'ateisme explícit per referir-se a la definició més comuna d'incredulitat conscient. Ernest Nagel contradiu la definició de Smith de l'ateisme com una mera "absència del teisme", reconeixent només l'ateisme explícit com a veritable "ateisme".

### Positiu contra negatiu
Filòsofs com Antony Flew i Michael Martin han contrastat l'ateisme positiu (fort) amb el negatiu (dèbil). L'ateisme positiu és l'afirmació explícita que els déus no existeixen. L'ateisme negatiu inclou totes les altres formes de no-teisme. D'acord amb aquesta classificació, qualsevol persona no teista és o un ateu negatiu o un de positiu. Els termes dèbil i fort són relativament recents, mentre que els termes negatiu i positiu tenen un origen més antic, després d'haver estat utilitzats (en formes lleugerament diferents) en la literatura filosòfica i en l'apologètica catòlica. En virtut d'aquesta demarcació de l'ateisme, la majoria dels agnòstics queden definits com a ateus negatius.
Mentre que Martin, per exemple, afirma que l'agnosticisme implica l'ateisme negatiu, molts agnòstics veuen el seu punt de vista com una cosa diferent de l'ateisme, i de vegades consideren que l'ateisme és difícil de justificar o que requereix unes conviccions similars al teisme. L'afirmació de la inaccessibilitat del coneixement a favor o en contra de l'existència dels déus es veu de vegades com una indicació que l'ateisme requereix un salt de fe. Les respostes més comunes a aquest argument per part dels ateus inclouen que les proposicions religioses no demostrades mereixen tanta incredulitat com totes les altres proposicions no demostrades, i que la indemostrabilitat de l'existència d'un déu no implica una probabilitat igual de les dues possibilitats. El filòsof escocès J. J. C. Smart va afirmar que: "a vegades una persona que és realment atea pot descriure's a si mateixa, fins i tot amb passió, com un agnòstic per l'escepticisme filosòfic generalitzat i irracional que ens impediria dir qualsevol cosa que sabem, amb la possible excepció de les veritats de les matemàtiques i la lògica formal". En conseqüència, alguns autors ateus com Richard Dawkins prefereixen distingir els conceptes teista, agnòstic i ateu al llarg d'un espectre de probabilitat teístic —la probabilitat que cada posició assigna a l'afirmació "déu existeix".

### Definició d'impossible o impermanent
Abans del segle xviii, l'existència de Déu era tan universalment acceptada en el món occidental que fins i tot la possibilitat de l'ateisme va ser qüestionada. Aquest concepte s'anomena innatisme teístic: la noció segons la qual totes les persones creuen en Déu des del naixement; dins d'aquest punt de vista, es troba la connotació segons la qual els ateus simplement són negacionistes.
També hi ha una posició que al·lega que els ateus són proclius a creure en déu en temps de crisi, que els ateus fan conversions al llit de mort, o que "no hi ha ateus a les trinxeres". No obstant això, hi ha hagut exemples del cas contrari, entre aquests exemples literals d'"ateus a les trinxeres".
Alguns ateus han dubtat de la mateixa necessitat del terme ateisme. En el seu llibre Letter to a Christian Nation, Sam Harris va escriure:
| «                                          | (anglès) In fact, "atheism" is a term that should not even exist. No one ever needs to identify himself as a "non-astrologer" or a "non-alchemist". We do not have words for people who doubt that Elvis is still alive or that aliens have traversed the galaxy only to molest ranchers and their cattle. Atheism is nothing more than the noises reasonable people make in the presence of unjustified religious beliefs. | (català) De fet, "ateisme" és un terme que ni tan sols hauria d'existir. Ningú s'ha d'identificar com un "no-astròleg" o un "no-alquimista". No tenim paraules per a les persones que dubten que Elvis segueix viu o que els alienígenes han travessat la galàxia només per molestar els ramaders i el seu bestiar. L'ateisme no és més que els sorolls que fa la gent raonable en presència de creences religioses injustificades. | » |
| — Sam Harris, Letter to a Christian Nation | | |   |

## Conceptes
La delimitació més àmplia de la racionalitat atea és entre l'ateisme pràctic i teòric.

### Ateisme pràctic
| «                                 | La font de la infelicitat de l'ésser humà és la seva ignorància de la natura. La tenacitat amb què s'aferra a encegar opinions embegudes en la seva infància, que s'entreteixeixen a si mateixos amb la seva existència, el prejudici consegüent que deforma la seva ment, que impedeix la seva expansió, fet que el converteix en esclau de la ficció, sembla que el condemnaria a un error constant. | » |
| — d'Holbach, The System of Nature | |   |

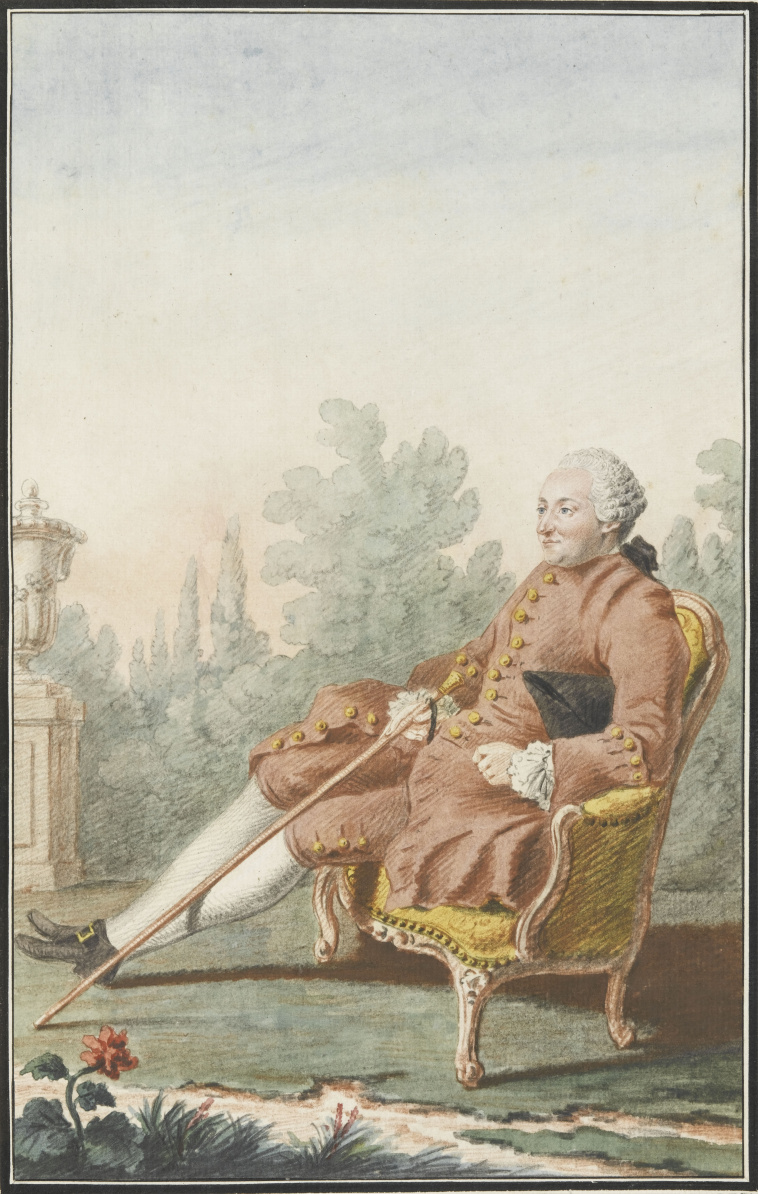
Paul Henri Thiry d'Holbach, un defensor de l'ateisme del.
La font de la infelicitat de l'ésser humà és la seva ignorància de la natura. La tenacitat amb què s'aferra a encegar opinions embegudes en la seva infància, que s'entreteixeixen a si mateixos amb la seva existència, el prejudici consegüent que deforma la seva ment, que impedeix la seva expansió, fet que el converteix en esclau de la ficció, sembla que el condemnaria a un error constant.

En l'ateisme pràctic o pragmàtic, també conegut com a agnosticisme apàtic, les persones viuen com si no hi hagués déus i expliquen els fenòmens naturals sense fer referència a cap deïtat. L'existència dels déus no es rebutja, però pot ser designada innecessària o inútil; d'acord amb aquest punt de vista, els déus ni proporcionen objectius a la vida ni influencien en la vida quotidiana. Una forma d'ateisme pràctic amb implicacions per a la comunitat científica és el naturalisme metodològic: l'"adopció tàcita o assumpció del naturalisme filosòfic en el mètode científic, tant amb la seva acceptació total o creença en aquest, com sense".
L'ateisme pràctic pot adoptar diverses formes:
- Absència de motivació religiosa: la creença en déus no motiva l'acció moral, l'acció religiosa o qualsevol altra forma d'acció.
- Exclusió activa del problema dels déus i de la religió de l'activitat intel·lectual i l'acció pràctica.
- Indiferència: l'absència d'interès pels problemes de déus i de la religió.
- Desconeixement del concepte de deïtat.[61]

### Ateisme teòric

#### Temes ontològics
L'ateisme teòric postula explícitament arguments en contra de l'existència de déus, en resposta als arguments teistes comuns, com ara l'argument del disseny o de la juguesca de Pascal. L'ateisme teòric és principalment una ontologia, o més precisament una ontologia física.

#### Arguments epistemològics
L'ateisme epistemològic sosté que la gent no pot saber d'un déu o determinar-ne l'existència. El fonament de l'ateisme epistemològic és l'agnosticisme, que pot prendre una varietat de formes. En la filosofia de la immanència, la divinitat és inseparable del món, inclosa la ment d'una persona, i la consciència de cada persona està bloquejada en el subjecte. D'acord amb aquesta forma d'agnosticisme, aquesta limitació de la perspectiva impedeix qualsevol inferència objectiva de la creença en un déu a afirmacions de la seva existència. L'agnosticisme racionalista de Kant i la Il·lustració només accepta el coneixement deduït utilitzant la racionalitat humana; aquesta forma d'ateisme sosté que els déus no són discernibles com una qüestió de principi i, per tant, no es pot saber si existeixen. L'escepticisme, basat en les idees de Hume, afirma que la certesa sobre qualsevol cosa és impossible, de manera que hom mai pot saber amb certesa si existeix o no un déu. Hume, però, va sostenir que aquest tipus de conceptes metafísics no observables han de ser rebutjats com a "sofisteria i il·lusió". L'assignació de l'agnosticisme a l'ateisme està en disputa: també se'l pot considerar com una cosmovisió bàsica i independent.
Altres arguments a favor de l'ateisme que es poden classificar com a epistemològics o ontològics, incloent-hi el positivisme lògic i l'ignosticisme, remarquen la manca de sentit o inintel·ligibilitat de termes bàsics com Déu i frases com "Déu és tot poderós". El no-cognitivisme teològic sosté que l'afirmació "Déu existeix" no expressa una proposició, sinó un sense sentit. S'ha argumentat en els dos sentits pel que fa a si aquestes persones es poden classificar en alguna forma d'ateisme o d'agnosticisme. Filòsofs com A. J. Ahir i Theodore M. Drange rebutgen les dues categories, i indiquen que ambdós bàndols accepten "Déu existeix" com una proposició; en canvi, situen el no-cognitivisme en la seva pròpia categoria.

#### Arguments metafísics
El fisicalisme —una forma de monisme ontològic— afirma que tot allò que existeix és exclusivament físic. Segons l'entrada d'ateisme de l'Enciclopèdia Universal de Filosofia polonesa, escrita per Zofia J. Zdybicka,

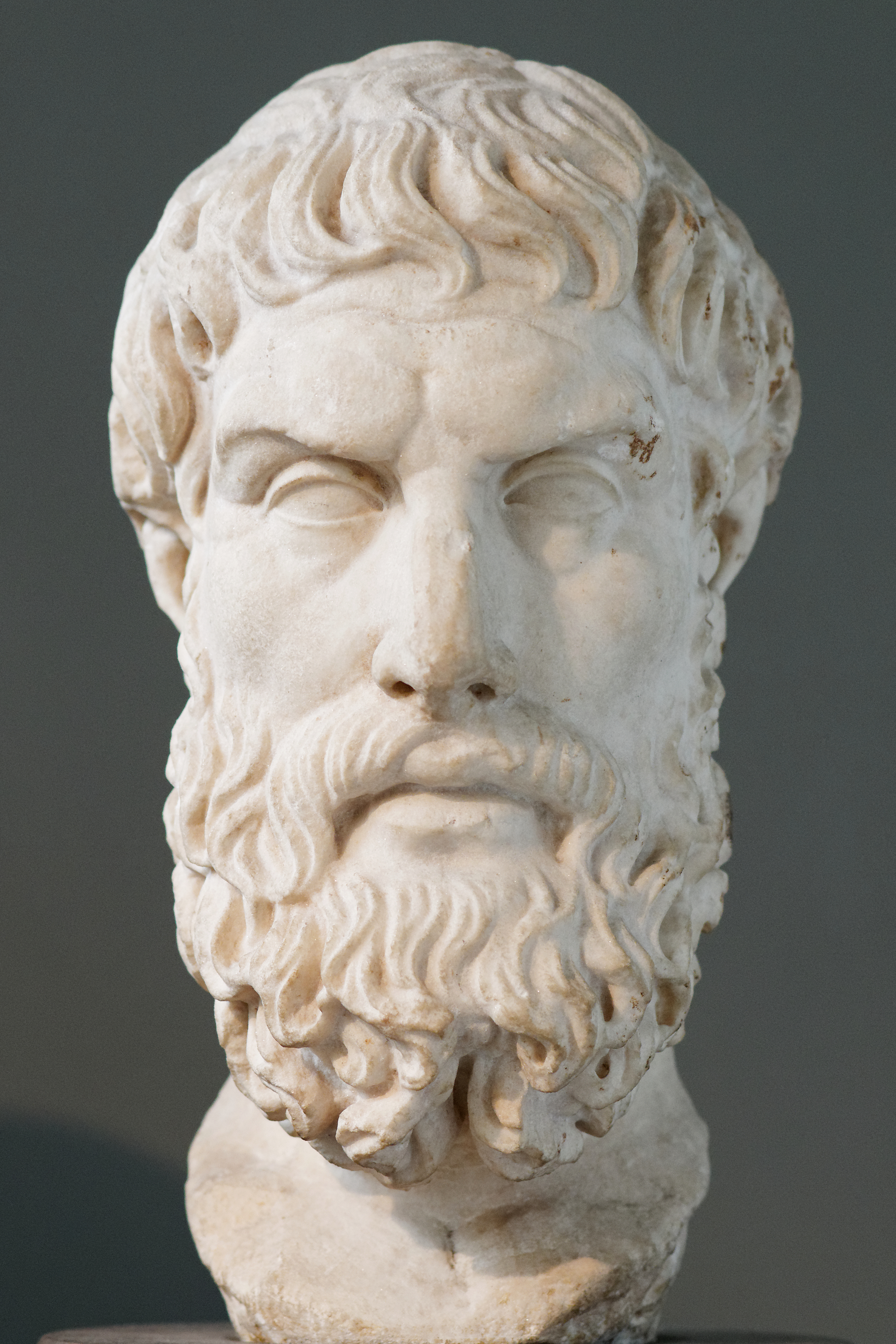
A Epicur se li atribueix la primera exposició del problema del mal. David Hume en Dialogues Concerning Natural Religion (1779) va citar Epicur en declarar l'argument com una sèrie de preguntes: "Està Déu disposat a impedir el mal, però no és capaç de fer-ho? Llavors és malèvol. És capaç i està disposat? Llavors d'on ve el mal? És ell però no pot o no vol? Llavors per què dir-li Déu?"

| «                                                | (anglès) Metaphysical atheism… includes all doctrines that hold to metaphysical monism (the homogeneity of reality). Metaphysical atheism may be either: a) absolute — an explicit denial of God's existence associated with materialistic monism (all materialistic trends, both in ancient and modern times); b) relative — the implicit denial of God in all philosophies that, while they accept the existence of an absolute, conceive of the absolute as not possessing any of the attributes proper to God: transcendence, a personal character or unity. Relative atheism is associated with idealistic monism (pantheism, panentheism, deism). | (català) L'ateisme metafísic… inclou totes les doctrines que segueixen el monisme metafísic (l'homogeneïtat de la realitat). L'ateisme metafísic pot ser: a) absolut —una negació explícita de l'existència de déu associada amb el monisme materialista (totes les tendències materialistes, tant en temps antics com en moderns); b) relatiu —la negació implícita de l'existència de déu en totes les filosofies que, si bé accepten l'existència d'un absolut, conceben l'absolut sense cap dels atributs propis de déu: transcendència, caràcter personal o unitat. L'ateisme relatiu s'associa amb el monisme idealista (panteisme, panenteisme, deisme). | » |
| — "Ateisme", Enciclopèdia Universal de Filosofia | | |   |

#### Arguments lògics
L'ateisme lògic sosté que s'atribueixen qualitats lògicament inconsistents a les diverses concepcions de déus, com el Déu personal del cristianisme. Aquests ateus presenten arguments deductius en contra de l'existència de déu, que remarquen la incompatibilitat entre certs trets com la perfecció, l'estatus creador, la immutabilitat, l'omnisciència, l'omnipresència, l'omnipotència, l'omnibenevolència, la transcendència, la personalitat (un ésser personal), la no fisicalitat, la justícia i la misericòrdia.
Els ateus teodiceans creuen que el món tal com l'experimentem no pot reconciliar-se amb les qualitats que els teòlegs atribueixen comunament a Déu o als déus. Argumenten que un déu omniscient, omnipotent i omnibenevolent no és compatible amb un món en què hi ha el mal i patiment, i on l'amor diví s'oculta de moltes persones. Un argument similar s'atribueix a Siddhartha Gautama, fundador del budisme.

### Reducció de la religió
El filòsof Ludwig Feuerbach i el psicoanalista Sigmund Freud han argumentat que les deïtats i altres creences religioses són invencions humanes, creades per satisfer diversos desitjos o necessitats psicològiques i emocionals. Aquesta és també l'opinió de molts budistes. Karl Marx i Friedrich Engels, influïts per l'obra de Feuerbach, van argumentar que la creença en Déu i la religió són funcions socials, utilitzades pel poder per a oprimir la classe treballadora. Segons Mikhaïl Bakunin, "la idea d'un déu implica l'abdicació de la raó humana i la justícia; és la negació més decisiva de la llibertat humana, i necessàriament acaba en l'esclavitud de la humanitat, en la teoria i en la pràctica". Bakunin va invertir el famós aforisme de Voltaire que si Déu no existís, caldria inventar-se'l, i va escriure en canvi que "si Déu realment existís, caldria abolir-lo".

## Filosofies atees
L'ateisme axiològic, o constructiu, rebutja l'existència de déus en favor d'un "absolut superior", com la humanitat. Aquesta forma d'ateisme afavoreix la humanitat com a font absoluta de l'ètica i els valors, i permet als individus resoldre problemes morals sense recórrer a déu. Marx i Freud van utilitzar aquest argument per a transmetre missatges d'alliberament, el desenvolupament complet i felicitat sense límits. Una de les crítiques més comunes de l'ateisme ha estat en el sentit contrari: que negar l'existència d'un déu condueix al relativisme moral, deixant hom sense fonaments morals o ètics, o que deixa la vida sense sentit i miserable. Blaise Pascal va sostenir aquest punt de vista en els seus Pensées.
El filòsof francès Jean-Paul Sartre es va identificar a si mateix com a representant d'un "existencialisme ateu" que es preocupa menys de negar l'existència de Déu que d'establir que "l'ésser humà necessita… retrobar-se a si mateix i comprendre que res no pot salvar-lo de si mateix, ni tan sols una prova vàlida de l'existència de Déu". Sartre va dir que un corol·lari del seu ateisme era que "si Déu no existeix, hi ha almenys un ésser en el qual l'existència precedeix l'essència, un ésser que existeix abans de poder ser definit per cap concepte, i… aquest ésser és l'ésser humà". Sartre va descriure la conseqüència pràctica d'aquest ateisme en el sentit que no hi ha regles a priori o valors absoluts que es puguin invocar per regir la conducta humana, i que els humans estan "condemnats" a inventar-se aquestes regles i valors ells mateixos, fent l'"ésser humà" absolutament "responsable de tot el que fa".

## L'ateisme, la religió i la moralitat

### Relació entre visions del món i conductes socials
El sociòleg Phil Zuckerman va analitzar investigacions prèvies de les ciències socials sobre la secularitat i la no-creença, i va arribar a la conclusió que el benestar social es correlaciona positivament amb la irreligió. Va trobar que hi ha concentracions molt més baixes d'ateisme i laïcisme en els països més pobres i menys desenvolupats (especialment a Àfrica i Amèrica del Sud) que en les democràcies més riques i industrialitzades. Pel que fa específicament a l'ateisme als Estats Units, Zuckerman va trobar que en comparació amb les persones religioses, "els ateus i la gent secular" són menys nacionalistes, tenen menys prejudicis i són menys antisemites, racistes, dogmàtics, etnocèntrics, de ment tancada i autoritaris, i que als estats dels Estats Units amb els percentatges més alts d'ateus la taxa d'homicidis és inferior a la mitjana, mentre que és més alta als estats més religiosos.

### L'ateisme i la irreligió

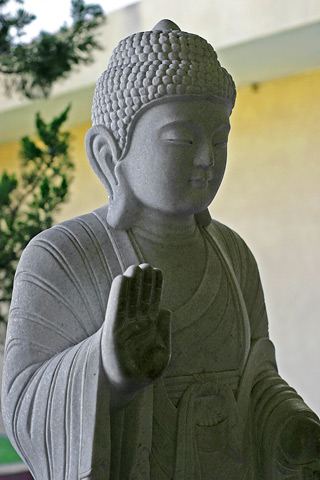
A causa de la falta d'un déu creador, el budisme es descriu comunament com a no teista

Se sol assumir que les persones que s'autoidentifiquen com a atees són també irreligioses, però algunes sectes dins de les principals religions rebutgen l'existència d'una deïtat creadora i personal. En els últims anys, certes denominacions religioses han acumulat un nombre de seguidors obertament ateus, com el judaisme humanista, l'ateisme jueu i l'ateisme cristià.
El sentit més estricte de l'ateisme positiu no implica cap creença específica més enllà de la no-creença en cap deïtat; com a tals, els ateus poden mantenir qualsevol nombre de creences espirituals. Per la mateixa raó, els ateus poden mantenir una gran varietat de creences ètiques, que van des de l'universalisme moral a l'humanisme, que sosté que qualsevol codi moral s'ha d'aplicar consistentment a tots els éssers humans, i a l'amoralisme, que sosté que la moralitat no té sentit.
Filòsofs com Georges Bataille, Slavoj Žižek, Alain de Botton, Alexander Bard i Jan Söderqvist han argumentat que els ateus haurien de reclamar la religió com un acte de desafiament contra el teisme, precisament per no deixar la religió com un monopoli injustificat per als teistes.

### Mandat diví contra l'ètica
Segons el dilema d'Eutifró de Plató, el paper dels déus de determinar el bé del mal és o bé innecessari o bé arbitrari. L'argument segons el qual la moralitat ha de provenir de déu i no pot existir sense un creador savi ha estat una característica persistent de la política, i no tant un debat filosòfic. Preceptes morals com "l'assassinat és dolent" són vists com lleis divines, que requereixen un legislador i jutge diví. No obstant això, molts ateus argumenten que el tractament legal de la moralitat incorre en una falsa analogia, i que en canvi la moralitat no depèn d'un legislador de la mateixa manera que les lleis. Friedrich Nietzsche creia en una moralitat independent de la creença teista, i va afirmar que la moralitat basada en Déu "té la veritat només si Déu és veritat —es manté o cau amb la fe en Déu".
Hi ha sistemes ètics normatius que no requereixen que els principis i les regles vinguin donades per una deïtat. Alguns exemples en són l'ètica de les virtuts, el contracte social, l'ètica kantiana, l'utilitarisme i l'objectivisme. Sam Harris ha proposat que la prescripció moral (l'elaboració de normes ètiques) no és només una qüestió que s'ha d'explorar des de la filosofia, sinó que es pot practicar de manera significativa una ciència de la moral. Qualsevol sistema científic d'aquest tipus, però, ha de respondre a la crítica encarnada en la fal·làcia naturalista.
Els filòsofs Susan Neiman i Julian Baggini, entre d'altres, afirmen que el comportament ètic basat només en el mandat diví no és realment comportament ètic sinó simplement obediència cega. Baggini argumenta que l'ateisme és una base superior per a l'ètica, i afirma que cal una base moral externa als imperatius religiosos per a avaluar la moralitat dels propis imperatius (per ser capaç de discernir, per exemple, que "has de robar" és immoral fins i tot si la pròpia religió ho ordena) i que els ateus, per tant, tenen l'avantatge d'estar més predisposats a realitzar aquestes avaluacions. El filòsof polític britànic contemporani Martin Cohen ha ofert l'exemple més concret dels mandats bíblics a favor de la tortura i l'esclavitud com a prova que els mandats religiosos segueixen els costums polítics i socials, i no a l'inrevés, tot i que també va assenyalar que la mateixa tendència sembla certa pel que fa als filòsofs suposadament desapassionats i objectius. Cohen amplia aquest argument amb més detall en Political Philosophy from Plato to Mao, en què s'argumenta que l'Alcorà va tenir un paper en la perpetuació dels codis socials de principis del segle vii malgrat els canvis en la societat secular.

### Els perills de les religions

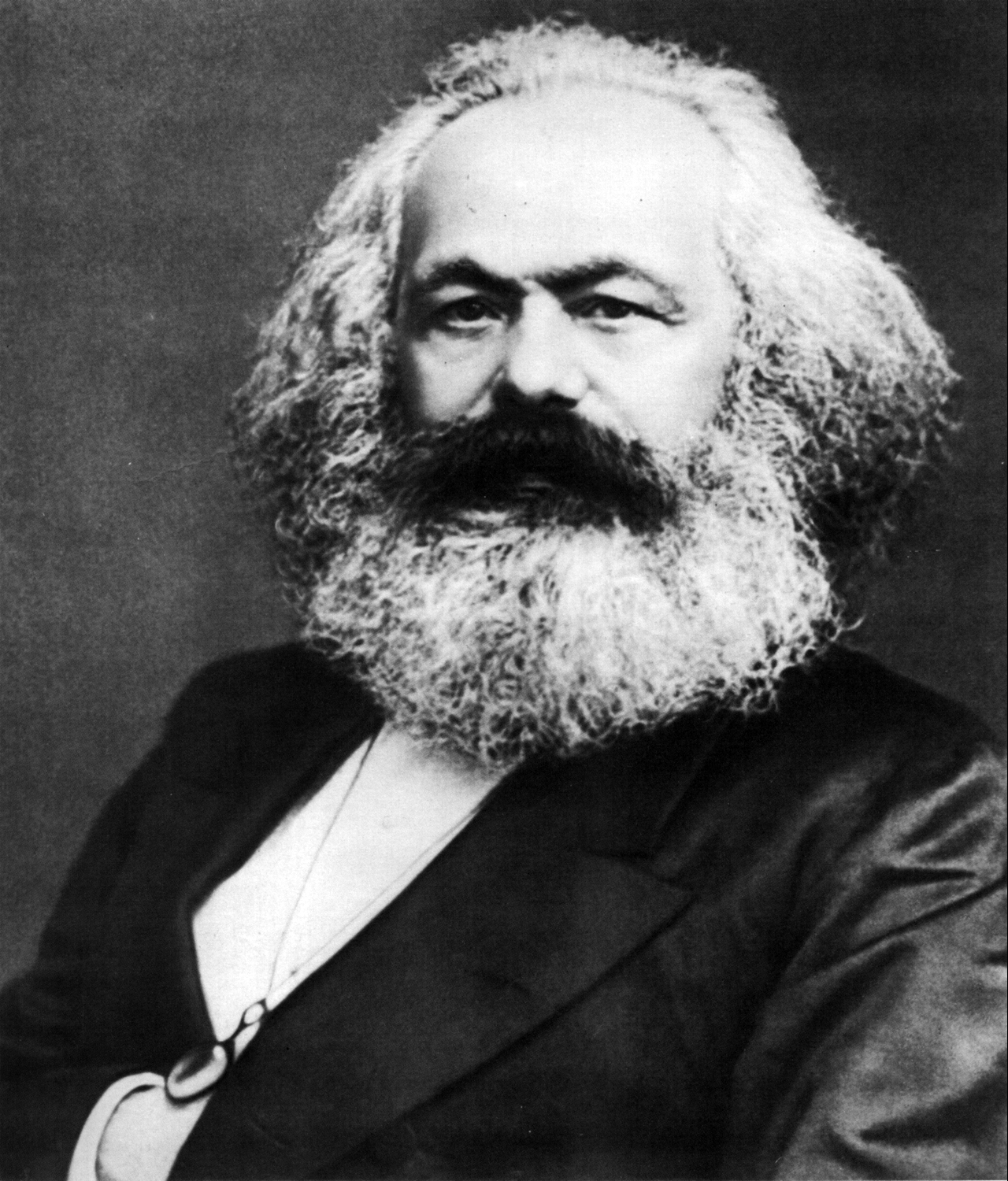
Karl Marx

Alguns ateus prominents —comunistes com Karl Marx i Vladímir Lenin, filòsofs com Bertrand Russell i nous ateus com Christopher Hitchens, Daniel Dennett, Sam Harris i Richard Dawkins— han criticat les religions, tot citant aspectes perjudicials de les pràctiques i doctrines religioses. Ideologies antireligioses com l'ateisme marxista-leninista, el maoisme i moviments similars han purgat o perseguit les persones religioses, mentre que, en les democràcies modernes, els ateus sovint s'han involucrat en el debat amb els defensors de les religions; aquests debats sovint aborden la qüestió de si les religions proporcionen un benefici net per als individus i la societat.
El teòric polític i sociòleg alemany del segle xix Karl Marx va criticar la religió com "el sospir de la criatura oprimida, el cor d'un món sense cor i l'ànima de les condicions sense ànima. És l'opi del poble". Marx va esdevenir un ateu fervent que es queixava que el perill de la religió és el que posa l'esperança de la gent en la vida després de la mort, "mentre que", va escriure Blainey, "el comunisme crearia un paradís a la terra on la pobresa seria desconeguda". L'ateisme marxista-leninista va arrelar a Rússia després de la Revolució de 1917 i va implicar un esforç sistemàtic per erradicar el cristianisme. Lenin va dir que "tota idea religiosa i tota idea de Déu és vilesa inenarrable… del tipus més perillós, és "contagi" del tipus més abominable. Milions de pecats, fets fastigosos, actes de violència i contagis físics… són molt menys perillosos que la idea subtil i espiritual de Déu engalanada amb els vestits ideològics més intel·ligents…"
Sam Harris critica la dependència de la religió occidental en l'autoritat divina pel fet de prestar-se a l'autoritarisme i al dogmatisme. Hi ha una correlació entre el fonamentalisme religiós i la religió extrínseca (quan se segueix una religió perquè serveix a altres interessos) i entre l'autoritarisme, el dogmatisme i els prejudicis. Aquests arguments —combinats amb esdeveniments històrics que s'afirma que demostren els perills de la religió, com les croades, inquisicions, caça de bruixes i atacs terroristes— s'han utilitzat com a resposta a les afirmacions segons les quals la creença en una religió té efectes beneficiosos. Els creients argumenten contra el fet que alguns règims que defensen l'ateisme, com la Rússia soviètica, també han estat culpables d'assassinats en massa. En resposta a aquestes afirmacions, ateus com Sam Harris i Richard Dawkins han afirmat que les atrocitats de Stalin no van ser influenciades per l'ateisme, sinó pel marxisme dogmàtic, i que si bé Stalin i Mao van resultar ser ateus, no van actuar en nom de l'ateisme.

## Etimologia

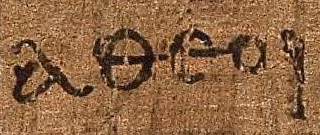
La paraula grega αθεοι (atheoi), tal com apareix en l'Epístola als Efesis (2:12) de principis de al papir 46. En general es tradueix al català com "[els que estan] sense Déu"

A l'antiga Grècia primerenca, l'adjectiu atheos (ἄθεος, ἀ + θεός, 'déu') significava 'sense déu'. Es feia servir inicialment com un terme de censura i més o menys significava 'impiu' o 'irreverent'. Al segle v aC, la paraula va començar a tenir un significat que indicava una absència de Déu més deliberada i activa, en el sentit de 'ruptura de les relacions amb els déus' o de 'negació els déus'. El terme ἀσεβής (asebēs) va passar llavors a aplicar-se als qui impiament negaven o faltaven al respecte als déus locals, encara que creguessin en altres déus. Les traduccions modernes dels texts clàssics a vegades tradueixen atheos com 'ateu'. Com a substantiu abstracte, també hi existia ἀθεότης (atheotēs), 'ateisme'. Ciceró va transliterar la paraula grega al llatí atheos. El terme s'utilitzà sovint en el debat entre els primers cristians i els hel·lenistes, en què cada bàndol usava el terme contra l'altre en sentit pejoratiu.
El terme atheist (del francès athée), en el sentit de 'qui nega l'existència de déu o dels déus', va ser utilitzat per primera vegada en un significat pràctic com es coneix avui dia, que es tingui registre, el 1577. En un escrit anterior, de 1534, apareix escrit el terme atheonism. Conceptes relacionats van sorgir posteriorment: deista el 1621, teista el 1662, deisme el 1675 i teisme el 1678. En aquell moment, deista i deisme ja porten el seu sentit modern. El terme teisme va arribar a ser contrastat amb el deisme.
Karen Armstrong escrigué: «Durant els segles xvi i xvii, la paraula ateu es continuava usant exclusivament per a la polèmica… El terme ateu era un insult. Ningú s'hauria imaginat dir-se a si mateix ateu».
L'ateisme va ser utilitzat per primera vegada per a descriure una creença autoaplicada a la fi del segle xviii a Europa, en un article que denota específicament incredulitat en el Déu monoteista abrahàmic. Al segle xx, la globalització ha contribuït a l'ampliació del terme per referir-se a la incredulitat en totes les deïtats, tot i que continua sent comú en la societat occidental per a descriure l'ateisme com a simplement «la falta de fe en Déu».

## Història
Tot i que l'ús més antic que s'ha trobat de la paraula ateisme es remunta a la França del segle xvi, s'han documentat idees que avui en dia serien reconegudes com a atees a partir del període vèdic i l'antiguitat clàssica.

### Religió índica primitiva
Es poden trobar escoles ateístiques en el pensament antic indi, que van existir durant el vedisme. De les sis escoles ortodoxes de la filosofia hindú, la samkhya —l'escola de pensament filosòfica més antiga— no acceptava déu, i la primerenca mimamsa també rebutjava aquesta noció. La carvaka (també anomenada nastika o lokaiata), una escola de pensament completament materialista i antiteista que es va originar a l'Índia cap al segle vi aC, és probablement l'escola més explícitament atea de la filosofia hindú, similar a l'escola grega cirenaica. Aquesta branca de la filosofia hindú es classifica com a heterodoxa pel seu rebuig de l'autoritat dels Veda i, per tant, no es considera part de les sis escoles ortodoxes de l'hinduisme, però és important remarcar-la com a exemple d'un moviment materialista dins de l'hinduisme. Chatterjee i Datta expliquen que la nostra comprensió de la filosofia cārvāka és fragmentària, basada en gran part en la crítica que altres escoles fan de les seves idees, i que no es tracta d'una tradició viva:
| «                                                                | (anglès) Though materialism in some form or other has always been present in India, and occasional references are found in the Vedas, the Buddhistic literature, the Epics, as well as in the later philosophical works we do not find any systematic work on materialism, nor any organized school of followers as the other philosophical schools possess. But almost every work of the other schools states, for refutation, the materialistic views. Our knowledge of Indian materialism is chiefly based on these | (català) Tot i que el materialisme ha estat sempre present a l'Índia d'una manera o altra, i que podem trobar referències ocasionals en els Veda, la literatura budista, les epopeies, així com en les obres filosòfiques posteriors, no trobem cap treball sistemàtic sobre el materialisme, ni cap escola organitzada de seguidors com les que tenen altres escoles filosòfiques. Però gairebé totes les obres de les altres escoles mencionen, per a refutar-los, els punts de vista materialistes. El nostre coneixement del materialisme indi es basa principalment en aquestes mencions. | » |
| — S. Chatterjee & D. Datta, An Introduction to Indian Philosophy | | |   |

Entre les altres filosofies hindús generalment considerades com atees s'inclouen la Samkhya clàssica i la Purva Mimamsa. El rebuig d'un déu creador personal també es troba en el jainisme i el budisme a l'Índia.

### L'antiguitat clàssica

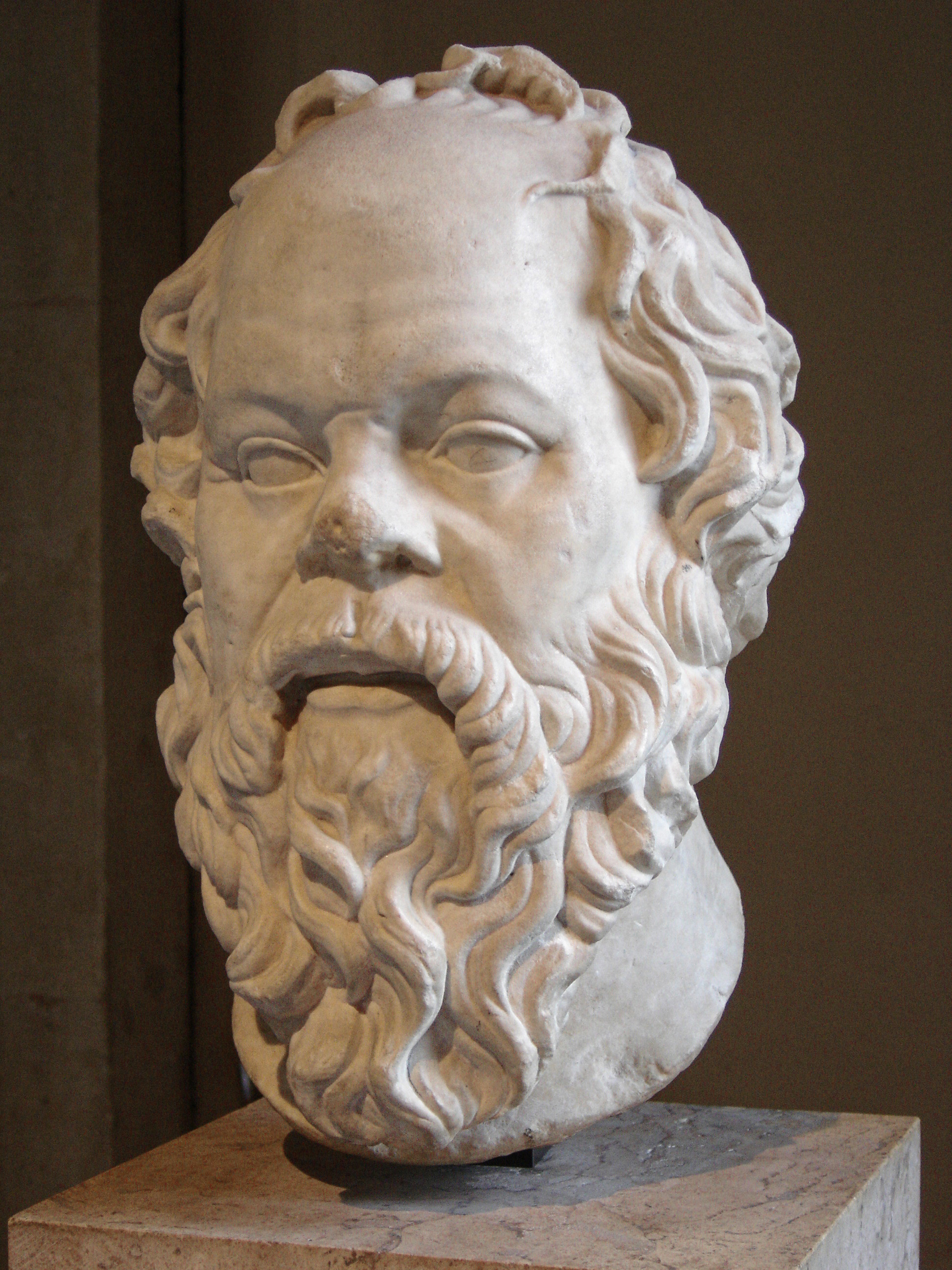
En lApologia de Sòcrates, Sòcrates (a la foto) va ser acusat per Mèlet de no creure en els déus

L'ateisme occidental té les seves arrels en la filosofia grega presocràtica, però només va sorgir com una visió del món diferent a l'acabament de la Il·lustració. El filòsof grec Diàgores, que visqué durant el segle v aC, es coneix com el "primer ateu", i Ciceró el cita com a tal en el De Natura Deorum. Atomistes com ara Demòcrit van intentar explicar el món d'una manera purament materialista, sense fer referència a l'espiritualisme o el misticisme. Críties veia la religió com una invenció humana utilitzada per a espantar la gent perquè segueixin l'ordre moral, i Pròdic també sembla haver fet clares declaracions atees en la seva obra. Filòdem va informar que Pròdic creia que "no existeixen els déus de la creença popular, ni ho saben, però l'individu primitiu, per admiració, va deïficar els fruits de la terra i pràcticament tot el que ha contribuït a la seva existència". Sovint s'ha tractat Protàgores com a ateu, tot i que va manifestar punts de vista més aviat agnòstics, i va comentar que "pel que fa als déus, sóc incapaç de descobrir si existeixen o no, o com són en forma, perquè hi ha molts obstacles al coneixement, la foscor del subjecte i la brevetat de la vida humana". Al segle iii aC, els filòsofs grecs Teodor Ateu i Estrató de Làmpsac no creien en l'existència de déus.
Sòcrates (471-399 aC) va ser associat, en la ment del públic atenès, amb les tendències de la filosofia presocràtica cap a la investigació naturalista i el rebuig de les explicacions divines per als fenòmens. Encara que aquesta interpretació tergiversa el seu pensament, se'l va retratar així en l'obra còmica d'Aristòfanes Núvols, i se'l va jutjar i executar per impietat i per corrompre els joves. En el seu judici, es diu que Sòcrates va negar vehementment que fos ateu i l'erudició contemporània ofereix poques raons per dubtar d'aquesta afirmació.
Evèmer (330-260 aC) va publicar la seva opinió segons la qual els déus eren simplement els governants, conqueridors i fundadors del passat deïficats, i que els seus cultes i religions eren, en essència, la continuació de regnes desapareguts i estructures polítiques anteriors. Encara que no fou estrictament un ateu, Evèmer va ser posteriorment criticat per "difondre l'ateisme en tota la terra habitada mitjançant l'obliteració dels déus".
Una altra figura important en la història de l'ateisme va ser Epicur. Basant-se en les idees de Demòcrit i els atomistes, defensava una filosofia materialista segons la qual l'univers es regeix per les lleis de l'atzar i no hi ha necessitat d'intervenció divina. Encara que va afirmar que existien deïtats, creia que no s'interessaven per l'existència humana. L'objectiu dels epicuris era aconseguir la pau mental, i una forma important de fer-ho era mostrar que la por de la ira divina és irracional. Els epicuris també negaven l'existència d'una vida futura i la necessitat de témer el càstig diví després de la mort.
El filòsof romà Sext Empíric va sostenir que s'hauria de suspendre el judici sobre pràcticament totes les creences (una forma d'escepticisme conegut com a pirronisme), que res és inherentment dolent, i que l'ataràxia ('pau mental') és assolible pel mateix judici. El volum relativament gran que ha sobreviscut de les seves obres va tenir una influència duradora en els filòsofs posteriors.
El significat d'ateu va canviar en el transcurs de l'antiguitat clàssica. Els primers cristians van ser etiquetats d'ateus per part dels no cristians a causa de la seva falta de fe en els déus pagans. Durant l'Imperi Romà, els cristians van ser executats pel seu rebuig als déus romans en general i a l'emperador en particular. Quan el cristianisme va esdevenir la religió de l'estat a Roma en temps de Teodosi I, el 381, l'heretgia va esdevenir un delicte punible.

### De l'alta edat mitjana al Renaixement
Durant l'alta edat mitjana, el món islàmic va experimentar una edat d'or. Amb els avenços associats en la ciència i la filosofia, als territoris àrabs i perses van aparèixer diversos pensadors obertament ateus, com ara Abu-Issa al-Warraq (segle VII), Ibn al-Rawandi (827-911), Ar-Razí (854-925) i Abu l-Alà al-Maarrí (973-1058). Abu l-Alà al-Maarrí va escriure i ensenyar que la religió era una "faula inventada pels antics", i que els éssers humans eren "de dues classes: els que tenen cervell, però no religió, i els que tenen religió, però no cervell". Malgrat ser escriptors relativament prolífics, gairebé cap dels seus escrits ha sobreviscut fins als nostres dies, i la major part del poc que queda es conserva en cites i fragments d'obres posteriors dels apologistes musulmans que tracten de refutar-los. Altres estudiosos prominents de l'edat d'or també s'han associat amb el pensament racionalista i ateista, encara que l'ambient intel·lectual actual al món islàmic i els escassos indicis que sobreviuen de l'època fan que aquest punt sigui contenciós.
L'exposició de punts de vista ateus era rara a Europa durant l'alta edat mitjana i l'edat mitjana; la metafísica i la teologia eren els interessos dominants de la religió. Hi havia, però, moviments que ampliaven concepcions heterodoxes del déu cristià, incloent-hi diferents punts de vista sobre la naturalesa, la transcendència i cognoscibilitat de Déu. Individus i grups com ara Joan Escot Eriúgena, David de Dinant, Amalric de Bena i els germans del Lliure Esperit mantenien punts de vista cristians amb tendències panteistes. Nicolau de Cusa exercia una forma de fideisme que va anomenar la docta ignorància, i afirmava que Déu està més enllà de la categorització humana, i que per tant el nostre coneixement de Déu es limita a conjectures. Guillem d'Occam va inspirar tendències antimetafísiques amb la seva limitació nominalista del coneixement humà als objectes singulars, i va afirmar que l'essència divina no podia ser entesa de manera intuïtiva o racional per l'intel·lecte humà. Els seguidors d'Ockham, com ara Joan de Mirecourt i Nicolau d'Autrecourt, van promoure aquest punt de vista. La divisió resultant entre la fe i la raó va influir en posteriors reformistes i radicals teòlegs com John Wycliffe, Jan Hus i Martí Luter.
El Renaixement va fer molt per ampliar l'abast del lliure pensament i la investigació escèptica. Persones com Leonardo da Vinci buscaven l'experimentació com a mitjà d'explicació i es van oposar als arguments de l'autoritat religiosa. Altres crítics de la religió i l'Església durant aquest temps van ser Nicolau Maquiavel, Bonaventure des Périers i François Rabelais.

### Edat moderna
L'historiador Geoffrey Blainey va escriure que la Reforma havia aplanat el camí per als ateus en atacar l'autoritat de l'Església catòlica i que, al seu torn, "discretament havia inspirat altres pensadors a atacar l'autoritat de les noves esglésies protestants". El deisme va guanyar influència a França, Prússia i Anglaterra. Segons Blainey, el filòsof neerlandès Baruch Spinoza va ser "probablement el primer 'semiateu' conegut a anunciar-se a si mateix com a tal en un país cristià en l'era moderna". Spinoza creia que les lleis naturals expliquen el funcionament de l'univers. El 1661 va publicar Breu Tractat sobre Déu.
La crítica al cristianisme va ser cada vegada més freqüent en els segles xvii i xviii, sobretot a França i Anglaterra, on sembla haver-hi hagut un malestar religiós d'acord amb les fonts de l'època. Alguns pensadors protestants, com Thomas Hobbes, van abraçar una filosofia materialista i escepticista cap a les aparicions sobrenaturals, mentre que el filòsof jueu neerlandès Spinoza va rebutjar la providència divina en favor d'un naturalisme panenteístic. Al final del segle xvii, el deisme va passar a ser abraçat obertament per intel·lectuals com John Toland, que va encunyar el terme panteista.
El primer ateu explícit conegut va ser l'alemany crític de la religió Matthias Knutzen, que en va deixar constància en els seus tres escrits de 1674. El van seguir dos altres escriptors ateus explícits: el filòsof polonès exjesuïta Kazimierz Łyszczyński i, en la dècada de 1720, el sacerdot francès Jean Meslier. En el transcurs del segle xviii, van aparèixer altres pensadors obertament ateus, com el baró d'Holbach, Jacques-André Naigeon i altres materialistes francesos. John Locke, en canvi, malgrat ser un defensor de la tolerància, va instar les autoritats a no tolerar l'ateisme, ja que creia que la negació de l'existència de Déu soscavaria l'ordre social i portaria al caos.
El filòsof David Hume va desenvolupar una epistemologia escèptica basada en l'empirisme, i la filosofia d'Immanuel Kant ha qüestionat fortament la possibilitat mateixa d'un coneixement metafísic. Tots dos filòsofs van soscavar la base metafísica de la teologia natural i van criticar arguments clàssics de l'existència de Déu. No obstant això, no eren ateus.
Blainey menciona que, tot i que es considera que Voltaire va contribuir de manera important en el pensament ateístic de la revolució, també va considerar que la por de Déu havia dissuadit que hi hagués més desordre. A Voltaire s'atribueix la frase "Si Déu no existís, caldria inventar-lo". Durant el terror de 1792-1793, el calendari cristià de França va ser abolit. Monestirs, convents i propietats de l'Església van ser confiscats i se'n van expulsar els monjos i monges. Esglésies històriques van ser desmantellades. En Reflexions sobre la Revolució francesa (1790), el filòsof Edmund Burke va denunciar l'ateisme, descrivint-lo com una "càbala literària" que des de "fa alguns anys ha format una mena de pla per a la destrucció de la religió cristiana. Aquest objectiu es persegueix amb un grau de zel que fins llavors s'havia vist només en els propagadors d'algun sistema de pietat… Aquests pares ateus tenen una intolerància als seus…". Però, va afirmar Burke, "l'individu és per la seva constitució un animal religiós" i "l'ateisme va en contra, no sols de la nostra raó, sinó també dels nostres instints, i… no pot prevaler durant gaire temps".

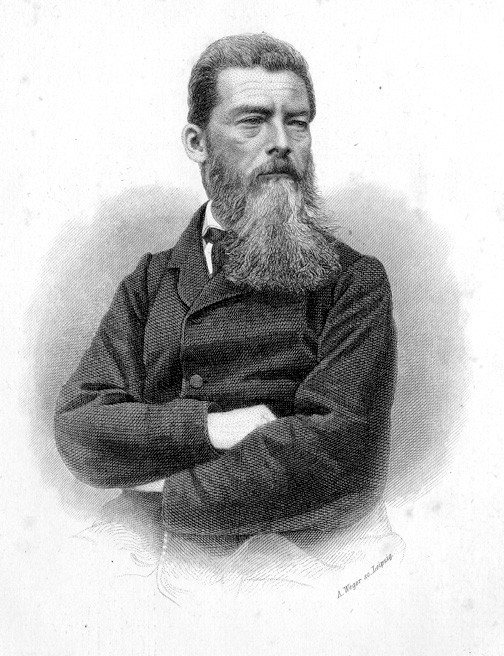
The Essence of Christianity (1841) de Ludwig Andreas Feuerbach va tenir una gran influència en filòsofs com Engels, Marx, David Strauss, Nietzsche i Max Stirner. Va considerar que Déu és una invenció humana i les activitats religioses són desitjos de compliment. Per això se'l considera el pare fundador de l'antropologia moderna de la religió

La Revolució francesa va posar l'ateisme i el deisme anticlerical fora dels salons i en l'esfera pública. El baró d'Holbach va ser una figura prominent en la Il·lustració francesa, conegut pel seu ateisme i pels seus voluminosos escrits contra la religió. El més famós n'és el Système de la Nature (1770). Una fita important de la Revolució francesa va ser la reestructuració i subordinació del clergat respecte a l'estat per la Constitució civil del clergat. Els intents de fer-lo complir van portar a la violència anticlerical i l'expulsió de gran part del clergat de França. Els esdeveniments polítics del París revolucionari van permetre als jacobins més radicals aconseguir el poder el 1793, marcant el començament del regnat del terror. Els jacobins eren deistes i van introduir el culte de la raó i de l'ésser suprem com una nova religió de l'estat francès. Alguns ateus creuen que Jacques Hébert va tractar d'establir un culte a la raó, una forma de pseudoreligió atea amb una dea personificada de la raó. Tots dos moviments, en part, han contribuït als intents de cristianitzar França. El culte de la raó va acabar després de tres anys, quan els seus líders, incloent-hi Jacques Hébert, van ser guillotinats pels jacobins. Les persecucions anticlericals van acabar amb la reacció termidoriana.
L'era napoleònica va institucionalitzar la secularització de la societat francesa, i s'exportà la revolució fins al nord d'Itàlia, amb l'esperança de crear repúbliques flexibles. Al segle xix, els ateus van contribuir a la revolució política i social, facilitant els aixecaments de 1848, el Risorgimento a Itàlia i el creixement d'un moviment socialista internacional.
A la segona meitat del segle xix, l'ateisme va arribar a ser una qüestió prominent, sota la influència dels filòsofs racionalistes i lliurepensadors. Molts importants filòsofs alemanys d'aquesta època van negar l'existència de deïtats i van ser crítics de la religió, incloent-hi Ludwig Feuerbach, Arthur Schopenhauer, Max Stirner, Karl Marx i Friedrich Nietzsche.

### Des de 1900
Al segle xx, l'ateisme, i particularment en la forma d'ateisme pràctic, va avançar en moltes societats. El pensament ateu va trobar reconeixement en una àmplia varietat d'altres filosofies més generals, com ara l'existencialisme, l'objectivisme, l'humanisme secular, el nihilisme, l'anarquisme, el positivisme lògic, el marxisme, el feminisme i el moviment científic i racionalista general. A més, l'ateisme d'estat va sorgir a l'Europa oriental i Àsia durant aquest període, en particular a la Unió Soviètica sota Vladimir Lenin i Joseph Stalin i a la Xina comunista de Mao Zedong. Entre les polítiques atees i antireligioses de la Unió Soviètica s'hi inclouen nombrosos actes legislatius, la prohibició de l'ensenyament religiós a les escoles, i l'aparició de la lliga d'Ateus Militants.
Blainey va escriure que, durant el segle xx, els ateus en les societats occidentals es van tornar més actius i fins i tot militants, tot i que sovint "es van basar essencialment en els arguments utilitzats, almenys des del segle xviii, per nombrosos cristians radicals". Van rebutjar la idea d'un déu intervencionista i van dir que el cristianisme promovia la guerra i la violència, tot i que "els líders més despietats de la Segona Guerra Mundial eren ateus i laics, amb una hostilitat intensa contra el judaisme i el cristianisme" i "més tard, es van cometre atrocitats massives a l'Est per part dels fervents ateus Pol Pot i Mao Zedong". A la vegada, alguns científics van començar a articular l'opinió segons la qual a mesura que el món es tornés més educat, la religió seria reemplaçada.
El positivisme lògic i el cientisme van preparar el camí al neopositivisme, la filosofia analítica, l'estructuralisme i el naturalisme. El neopositivisme i la filosofia analítica van descartar el racionalisme clàssic i la metafísica en favor de l'empirisme estricte i el nominalisme epistemològic. Els seus proponents, com Bertrand Russell, van rebutjar emfàticament la creença en Déu. En els seus primers treballs, Ludwig Wittgenstein va intentar separar el llenguatge metafísic i sobrenatural del discurs racional. Jules Ayer va reivindicar la inverificabilitat i el sense sentit de les afirmacions religioses, tot citant la seva adhesió a les ciències empíriques. En relació amb això, l'estructuralisme aplicat de Lévi-Strauss va radicar el llenguatge religiós en el subconscient humà i en va negar el seu significat transcendental. Niemeyer Findlay i Carswell Smart van argumentar que l'existència de Déu no és necessària en la lògica. Els naturalistes i materialistes monistes com John Dewey van considerar que el món natural és la base de tot, i van negar l'existència de Déu o de la immortalitat. Entre els filòsofs contemporanis que han defensat l'ateisme destaca també Paul Edwards, força conegut per ser un crític irònic i càustic de les religions.

#### Sorgiment de l'ateisme d'estat sota el comunisme

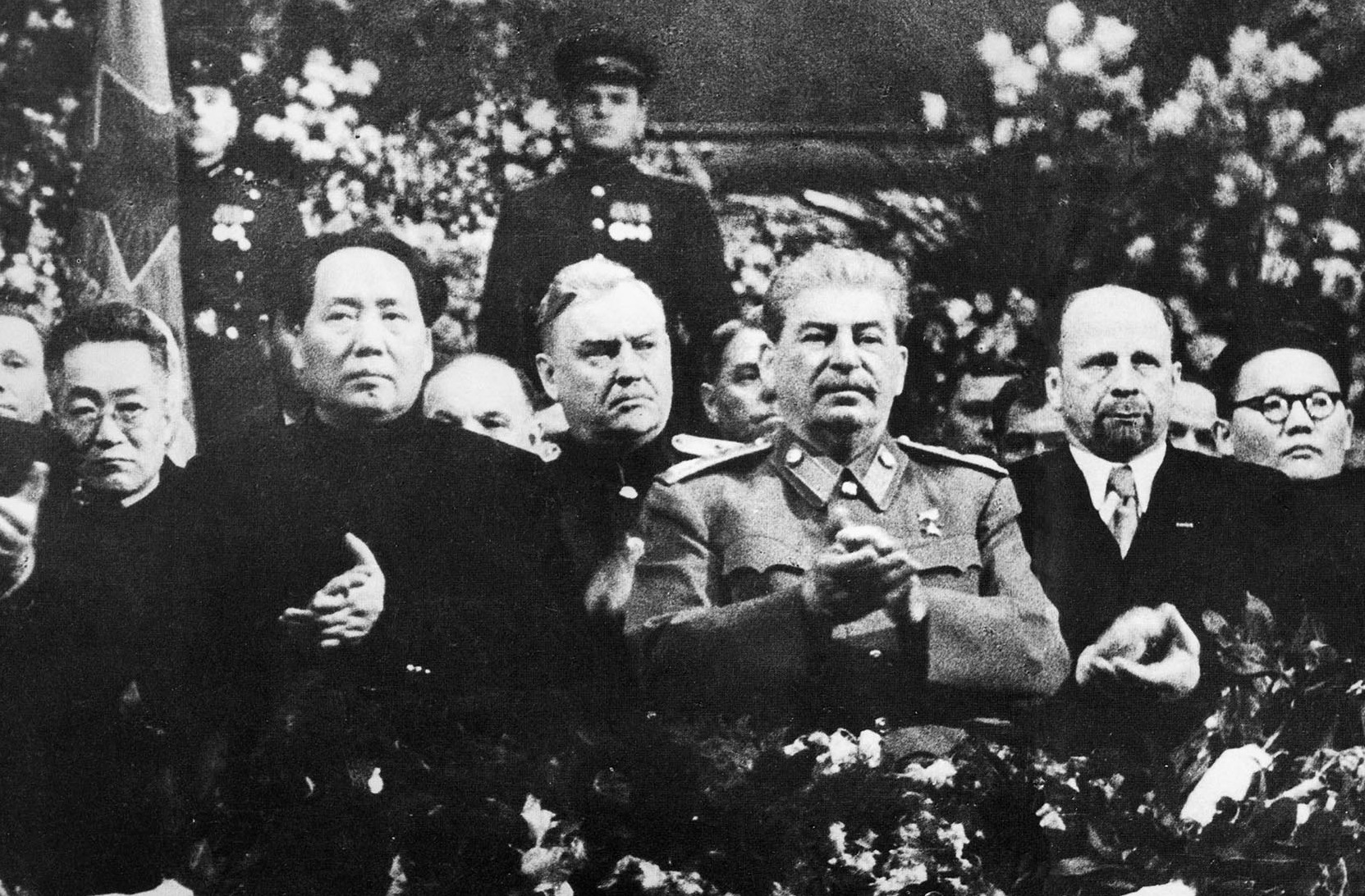
Mao Zedong amb Ióssif Stalin el 1945. Ambdós líders van reprimir la religió en les seves respectives esferes comunistes

L'ateisme d'estat és la promoció oficial de l'ateisme per un govern, a vegades combinada amb la supressió activa de la llibertat i de la pràctica religiosa. Per contra, un estat laic pretén ser oficialment neutral en matèria religiosa, sense donar suport ni a la religió ni a la irreligió. L'ateisme d'estat pot referir-se a l'anticlericalisme del govern (per exemple, durant la Revolució francesa), que s'oposa al poder religiós institucional i influencia en tots els aspectes la vida pública i política, inclosa la participació de la religió en la vida quotidiana dels ciutadans.
El segle xx va veure l'avanç polític de l'ateisme, esperonat per la interpretació de les obres de Marx i Engels i el patrocini dels estats comunistes de partit únic. L'historiador Geoffrey Blainey va assenyalar que, encara que els principis cristians havien influït una mica el pensament socialista, no van influenciar fortament les figures centrals en la revolució. Els líders soviètics Vladímir Lenin i Ióssif Stalin van realitzar una enèrgica campanya en contra de la religió, i especialment de l'ortodòxia russa. Altres estats comunistes que es van oposar a la religió i va fomentar l'ateisme d'estat foren els antics governs d'Albània i els actuals règims de la Xina, Corea del Nord i Cuba.
Martin Amis va escriure que, des del principi, la línia bolxevic a la Unió Soviètica havia estat "l'ateisme militar", que no sols es limitava a linxaments, shows jurídics i execucions de sacerdots ortodoxos russos pels seus vincles amb el tsarisme, sinó que també tenia la intenció d'acabar amb la religió en l'àmbit privat, fins i tot l'individual (l'objectiu era substituir la fe en Déu per la fe en la ciència i la màquina). Si bé la constitució soviètica de 1936 garantia la llibertat de celebrar serveis religiosos, l'estat soviètic sota la política de l'ateisme d'estat de Stalin no considerava que l'educació fos un assumpte privat, va prohibir l'ensenyament religiós i va emprendre campanyes per persuadir la gent, de vegades violentament, a abandonar la religió.

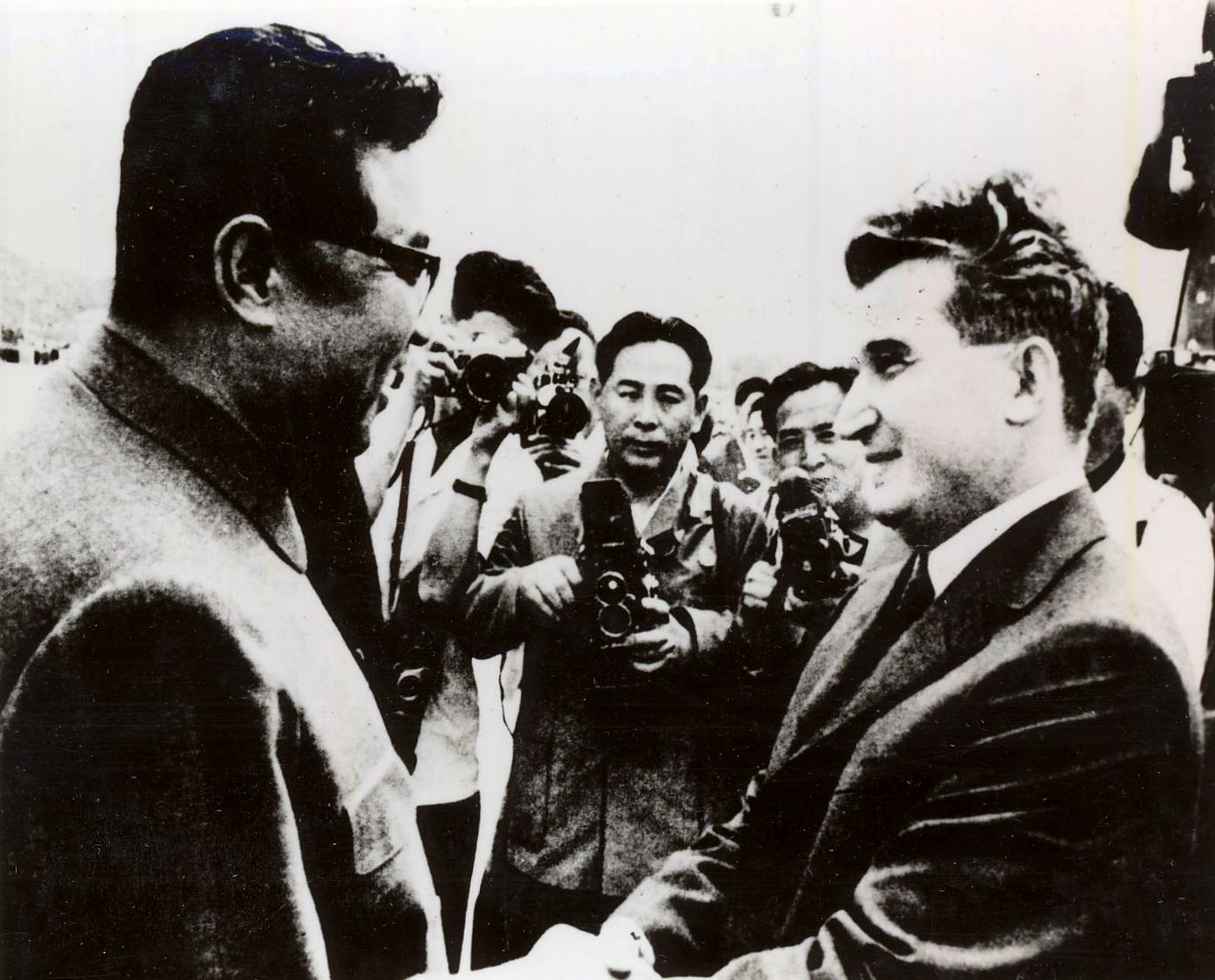
Kim il Sung amb Nicolae Ceauşescu el 1971. Ceauşescu va iniciar una persecució de la religió a Romania per posar en pràctica la doctrina ateista marxista-leninista, mentre que Kim va establir l'ateisme d'estat a Corea del Nord.

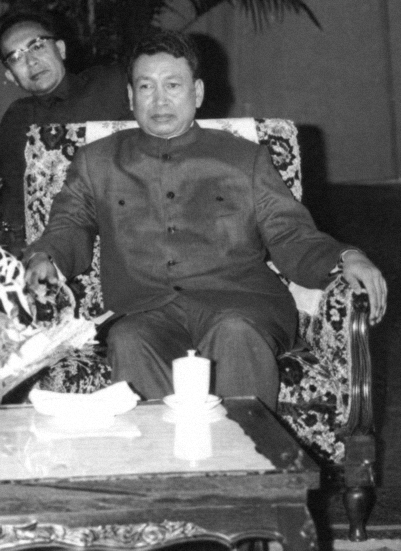
Pol Pot, el secretari general del Partit Comunista de Kampuchea. Sota el seu règim Khmer Rouge a Cambodja, va prohibir la pràctica de totes les religions

Lenin va escriure que tota idea religiosa i tota idea de Déu "és la vilesa indicible… del tipus més perillós, el contagi d'allò més abominable". L'Església ortodoxa russa, durant segles la més forta de totes les esglésies ortodoxes, va ser suprimida per l'estat. Molts sacerdots van ser assassinats o empresonats. Els seminaris van ser tancats i l'ensenyament de la fe als joves es criminalitzà. El 1922, els bolxevics van arrestar el patriarca de l'Església ortodoxa russa. Milers d'esglésies es van tancar, algunes convertides en temples de l'ateisme. El 1925 el govern va fundar la Societat dels Sense Déu per intensificar la persecució. El règim només va cedir en la persecució per la invasió nazi de la Unió Soviètica el 1941. Des d'Occident, el papa Pius XI va protestar per les "persecucions" a Rússia, Mèxic i Espanya, i va emetre el 1937 l'encíclica Divini Redemptoris ('diví redemptor') per denunciar la "tendència a l'ateisme, que va de manera alarmant en augment".
Després de la Segona Guerra Mundial, les parts de l'Europa de l'Est que l'Exèrcit Roig soviètic havia conquerit als nazis i Iugoslàvia va esdevenir estats comunistes que, igual que la Unió Soviètica, eren apàtics amb la religió. La Unió Soviètica va posar fi a la seva treva amb l'Església ortodoxa russa i va estendre les seves persecucions al bloc de l'Est. Blainey va escriure: "els missatges ateus es van amplificar a casa i es van transmetre als nous països comunistes de l'Europa de l'Est: Polònia, Hongria i Lituània entre d'altres països. Els líders catòlics que no estaven disposats a guardar silenci van ser denunciats, humiliats públicament o empresonats pels comunistes. Els líders de les esglésies ortodoxes nacionals de Romania i Bulgària van haver de ser prudents i submisos".
El 1967, el govern d'Albània, sota el mandat d'Enver Hoxha, va anunciar el tancament de totes les institucions religioses del país. Albània es va declarar el primer estat oficialment ateu del món; el 1991, la pràctica religiosa a Albània va ser restaurada. Aquests règims van fer augmentar les associacions negatives amb l'ateisme, especialment allà on el sentiment anticomunista era fort, com en els Estats Units, malgrat el fet que els ateus més prominents eren també anticomunistes.
El 1949, la Xina va esdevenir un estat comunista sota el lideratge del Partit Comunista de Mao Zedong. La mateixa Xina ha estat bressol del pensament religiós des de l'antiguitat, és el lloc de naixement del confucianisme, el taoisme i dels budistes que van arribar al segle i. Sota Mao, la Xina es va convertir oficialment en atea, tot i que es van permetre algunes pràctiques religioses sota la supervisió de l'estat. Els grups religiosos considerats una amenaça a l'ordre foren suprimits, com passa per exemple amb el budisme tibetà des de 1959 i amb el Falun Gong. Avui dia, al voltant de dues cinquenes parts de la població xinesa afirma ser no religiosa o atea. Durant la Revolució cultural, Mao va promoure enfrontaments contra els "quatre vells": "idees velles, els costums, la cultura i els hàbits de la ment". El 1999, el Partit Comunista va llançar una campanya de tres anys per promoure l'ateisme al Tibet, i van argumentar que la intensificació de la propaganda de l'ateisme era "especialment important per al Tibet, perquè l'ateisme té un paper molt important en la promoció de la construcció econòmica, el progrés social i la civilització espiritual socialista a la regió".
Pol Pot, del Partit Comunista de Cambodja (Khmer Rouge), també va instigar una purga de la religió durant el seu govern des de 1975 fins a 1979 a Cambodja. Influenciat per la Revolució cultural de Mao Zedong a la Xina i els experiments de col·lectivització de Stalin, Pol Pot va instigar una transformació social ràpida i radical que va resultar en el genocidi cambodjà. Fins al 1975, el budisme havia estat reconegut oficialment com la religió de l'estat. Sota Pol Pot, es van prohibir totes les pràctiques religioses i els monestirs budistes van ser tancats.

#### Irreligió sota el feixisme
La figura central en el feixisme Italià fou l'ateu Benito Mussolini. En la seva carrera primerenca, Mussolini es va pronunciar violentament contra l'Església. El seu primer programa feixista, escrit el 1919, demanava la secularització dels béns de l'Església italiana. Pragmàtic, Mussolini va moderar, més tard, la seva postura i, ja al poder, va permetre l'ensenyament de la religió a les escoles i va arribar a un acord amb el papa. No obstant això, el papa va denunciar "l'adoració pagana de l'estat" del feixisme i "la revolució que pren els joves de l'Església i de Jesucrist, i que inculca en ells odi, violència i irreverència".
En el seu camí per aconseguir el poder, Mussolini admirava Adolf Hitler, que durant un temps es va beneficiar del temor entre els cristians alemanys de l'ateisme militar comunista. En pujar al poder, el règim nazi va tractar de coaccionar els grups religiosos posant-los al servei de l'estat i va mirar de reduir la influència del cristianisme en la societat. Això era contrari als compromisos contrets per Hitler durant el seu ascens al poder. Tot i que líders nazis, com el diputat ateu de Hitler Martin Bormann, instaren el règim a seguir amb més força contra la religió, el mateix Hitler va voler retardar un atac contra l'Església fins després de la "victòria" en la guerra, tot i que la seva retòrica privada antireligiosa va encoratjar figures com Bormann i Goebbels a continuar la seva repressió. El règim va animar els funcionaris del partit a abandonar la seva religió, i va perseguir grups religiosos, com ara jueus, cristians i testimonis de Jehovà. Bormann va registrar en Xerrada de sobretaula amb Hitler (Tischgespräche) que el nazisme era laic, científic i antireligiós.
Les instruccions inicials de Hitler de mantenir una treva en la lluita contra l'Església en començar la Segona Guerra Mundial van ser aviat superades per una intensificació de la repressió, dirigida pel radical antieclesiàstic Reinhard Heydrich. A partir de 1941, l'ateu Martin Bormann va ser elegit "diputat" de Hitler. Va dir públicament que "el nacionalsocialisme i el cristianisme són irreconciliables".
En l'Imperi nazi, els sacerdots eren vigilats de prop i sovint denunciats, detinguts i enviats a camps de concentració. El 1939, totes les escoles confessionals catòliques al Tercer Reich havien estat dissoltes o convertides en instal·lacions públiques. Hitler pretenia en última instància erradicar el cristianisme d'Alemanya. Alguns líders nazis advocaven un misticisme que Hitler també desaprovava. Va menysprear Rosenberg i Himmler per voler restablir la mitologia pagana i els seus ritus, i Hess per recórrer a l'astrologia. El 1939, el 95% dels alemanys deien ser protestants o catòlics, mentre que el 3,5% es consideraven deistes (gottglaubig) i l'1,5% ateus. Evans va escriure que la majoria de les persones dins d'aquestes últimes categories eren "nazis convençuts que havien sortit de la seva Església, a instàncies del partit, que havia estat tractant des de mitjans de la dècada de 1930 de reduir la influència del cristianisme en la societat". La gran majoria dels membres del Partit nazi van continuar registrats com a cristians.
Alan Bullock va escriure que encara que Hitler era personalment desdenyós amb la religió, com Napoleó abans que ell, emprava sovint el llenguatge de la "providència" en defensa del seu propi mite, tot i que en última instància compartia amb el dictador soviètic Ióssif Stalin "el mateix punt de vista materialista, basat en la certesa dels racionalistes del segle xix que el progrés de la ciència destruiria tots els mites i que havia demostrat, ja que la doctrina cristiana era absurda". Samuel Koehne, investigador de l'Institut d'Investigació Alfred Deakin, afirma que Hitler probablement no era ateu i es refereix al fet que investigacions recents han argumentat que era deista. Richard J. Evans va escriure que "Hitler emfasitzà una vegada i una altra la seva creença que el nazisme era una ideologia secular fundada en la ciència moderna. La ciència, va declarar, destruiria fàcilment els últims vestigis de superstició. "A llarg termini", concloïa [Hitler], "el nacionalsocialisme i la religió no seran capaços d'existir junts".

### Altres desenvolupaments

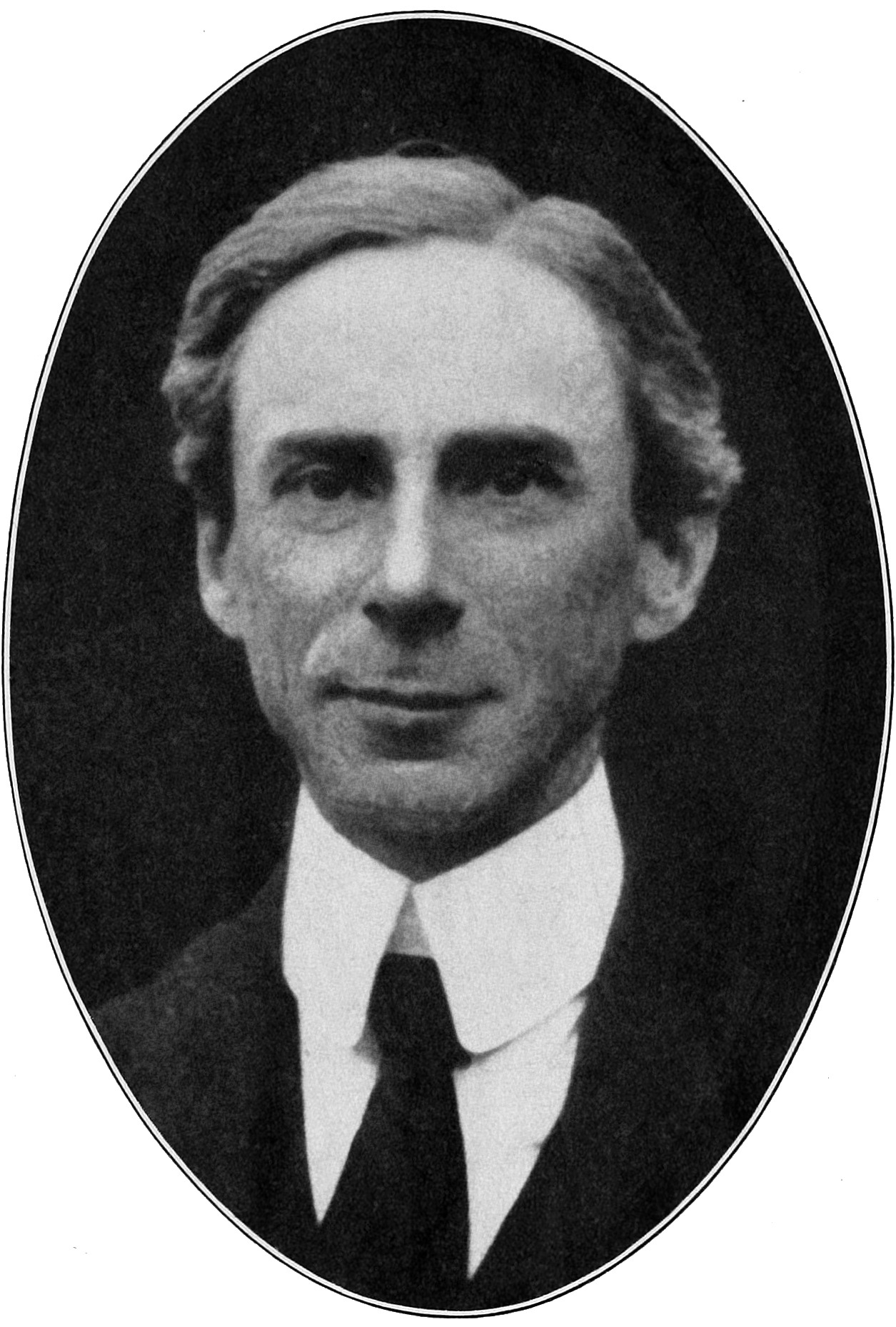
El filòsof britànic Bertrand Russell

Altres líders com Periyar E. V. Ramasamy, un prominent ateu de l'Índia, va lluitar contra l'hinduisme i els bramans pel fet de discriminar i dividir la gent en el nom del sistema de castes i la religió. Així ho va demostrar el 1956 quan va organitzar la construcció d'una estàtua d'un déu hindú en una representació humil i va fer declaracions antiteistes.
L'ateu Vaixtí McCollum va ser el demandant en un cas històric de 1948 al Tribunal Suprem que va anul·lar l'educació religiosa a les escoles públiques dels Estats Units. Madalyn Murray O'Hair va ser potser un dels ateus nord-americans més influents; va tirar endavant el cas del Tribunal Suprem de 1963 Murray contra Curlett, que va prohibir l'oració obligatòria a les escoles públiques. El 1966, la revista Time va preguntar "Ha mort Déu?", en resposta al moviment teològic de la mort de Déu, i va citar l'estimació que gairebé la meitat de les persones de tot el món s'havien tornat antireligioses, i milions més a l'Àfrica, Àsia i Amèrica del Sud semblaven no tenir coneixement de la visió cristiana de la teologia. La Freedom From Religion Foundation va ser cofundada per Anne Nicol Gaylor i la seva filla Annie Laurie Gaylor el 1976 als Estats Units, i s'incorporà a escala nacional el 1978. Promou la separació entre l'Església i l'estat.
Des de la caiguda del mur de Berlín, el nombre d'estats antireligiosos s'ha reduït considerablement. El 2006, Timothy Shah del Pew Research Center va assenyalar "una tendència mundial en tots els principals grups religiosos, en què els moviments basats en Déu i la fe experimenten un augment general de la confiança i influencien vis-a-vis els moviments i ideologies seculars". No obstant això, Gregory S. Paul i Phil Zuckerman ho consideren un mite, i suggereixen que la situació real és molt més complexa i matisada.
Una enquesta de 2010 va trobar que els que s'identifiquen a si mateixos com a ateus o agnòstics són, de mitjana, més coneixedors de la religió que els seguidors de les grans religions. Els no creients van obtenir millors resultats en preguntes sobre els principis centrals de les religions protestant i catòlica. Només els mormons i els jueus creients sabien tant de religió com els ateus i els agnòstics.
El feminisme ateu també s'ha tornat més prominent en la dècada de 2010. El 2012, es va realitzar la primera conferència de "Dones en el laïcisme" a Arlington, Virgínia. Secular Woman va ser organitzada el 2012 com una organització nacional enfocada a les dones no religioses. El moviment feminista ateu també s'ha focalitzat cada vegada més en la lluita contra el sexisme i l'assetjament sexual dins del moviment ateu. L'agost de 2012, Jennifer McCreight (l'organitzadora de Boobquake) va fundar un moviment dins l'ateisme conegut com a ateisme plus, o A+, que "aplica l'escepticisme a tot, incloent-hi temes socials com el sexisme, el racisme, la política, la pobresa i la criminalitat".

## Nou ateisme
Nou ateisme és el nom que es dona a un moviment promulgat per alguns escriptors ateus de principis del segle xxi que han defensat l'opinió que "la religió no ha de ser simplement tolerada, sinó que ha de ser contrarestada i criticada, i s'ha de destapar mitjançant arguments racionals allà on surt la seva influència." El moviment s'associa comunament amb Sam Harris, Daniel C. Dennett, Richard Dawkins, Victor J. Stenger i Christopher Hitchens. Alguns dels best-sellers d'aquests escriptors, publicats entre 2004 i 2007, constitueixen la base de gran part de la discussió del nou ateisme.
Aquests ateus generalment busquen desvincular-se de l'ateisme polític de masses que va guanyar ascendència en diversos països el segle xx. En els seus llibres, els esdeveniments terroristes amb motivacions religioses del 9/11 i els intents parcialment reeixits del Discovery Institute de canviar el pla d'estudis de la ciència nord-americana per incloure les idees creacionistes, juntament amb el suport que George W. Bush va mostrar a aquestes idees el 2005, s'han mostrat com a prova de la necessitat de fer avançar la societat cap a l'ateisme.

## Demografia

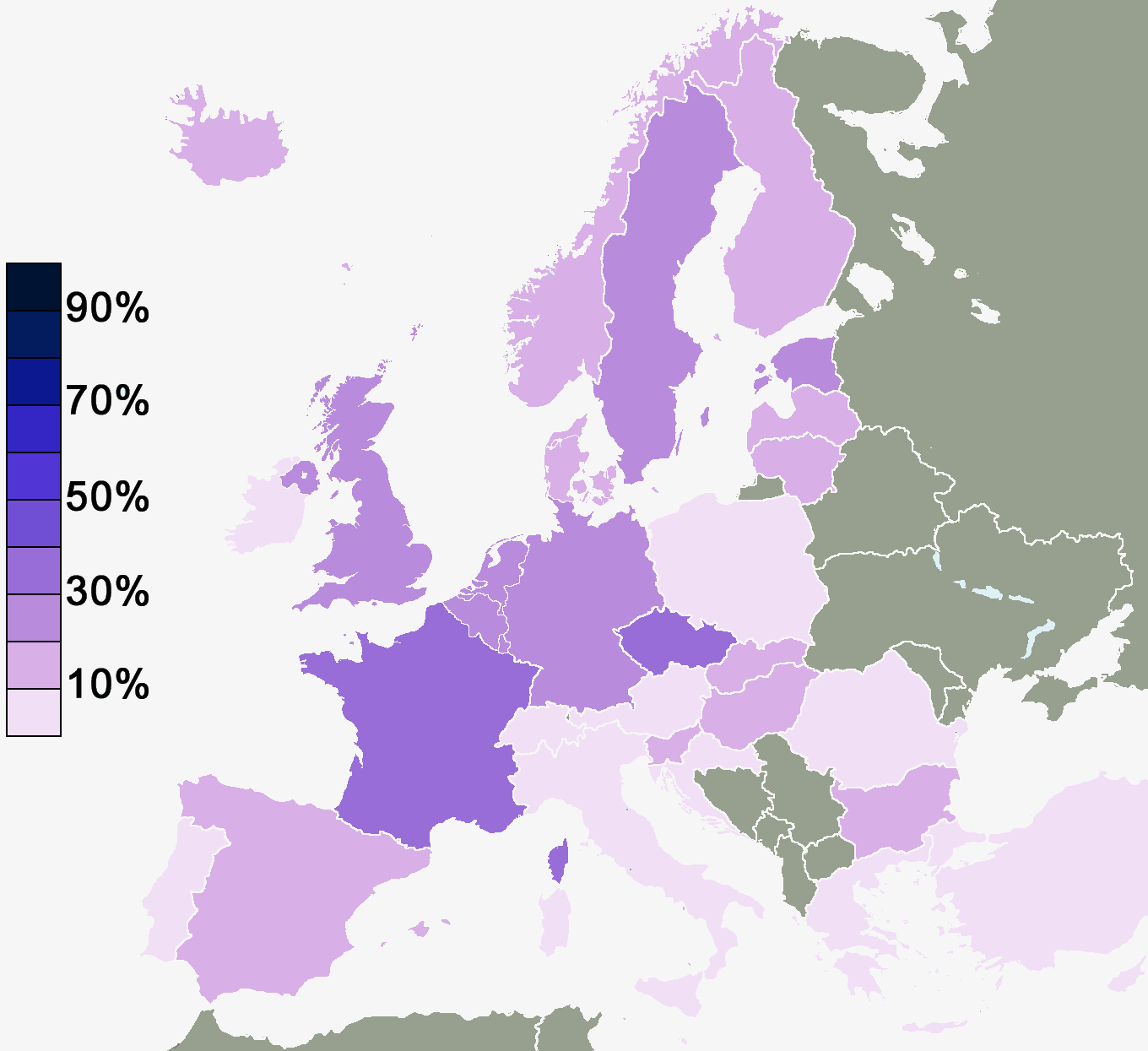
Percentatge de persones en diversos països europeus que van dir: "Jo no crec que hi hagi cap tipus d'esperit, déu o força vital." (2005)

Es fa difícil quantificar el nombre d'ateus al món. En les diferents enquestes, el terme ateisme es defineix, juntament o no, amb els conceptes d'agnosticisme i espiritualisme no teista. Un ateu hindú podria declarar-se com a hindú i a la vegada com a ateu. Un estudi de 2010 publicat en l'Encyclopædia Britannica va trobar que els no religiosos representaven al voltant del 9,6% de la població mundial i els ateus aproximadament un 2,0%, amb una gran majoria situada a Àsia. Aquesta xifra no incloïa els que segueixen religions atees, com alguns budistes. La variació anual mitjana cap a l'ateisme 2000-2010 va ser de -0,17%. Una estimació del nombre d'ateus i agnòstics a la Terra els situa al voltant dels 1.100 milions.
Una enquesta duta a terme el novembre i desembre de 2006 i publicada al Financial Times indicà els percentatges d'ateisme als Estats Units i cinc països europeus. Les taxes més baixes d'ateisme eren als Estats Units amb només un 4%, mentre que les taxes d'ateisme als països europeus enquestats van ser considerablement més grans: Itàlia (7%), Espanya (11%), Gran Bretanya (17%), Alemanya (20%) i França (32%). Les xifres europees són similars a les d'un estudi oficial de la Unió Europea, que va informar que el 18% de la població de la UE no creu en cap déu. Altres estudis han col·locat el percentatge estimat dels ateus, agnòstics i altres no creients en un déu personal per sota el 10% en països com Polònia, Romania i Xipre entre d'altres. Per altra banda, en els països nòrdics es troben uns percentatges del 85% a Suècia, 80% a Dinamarca, 72% a Noruega i 60% a Finlàndia. Segons l'Australian Bureau of Statistics, el 22% dels australians no tenen cap religió, una categoria que inclou els ateus. Entre el 64% i el 65% dels japonesos i fins a un 81% dels vietnamites són ateus, agnòstics o no creuen en un déu. Una enquesta de 2012 de Gallup va reportar que el 13% de les persones enquestades a tot el món s'autodefineixen com a ateus. Als Estats Units, hi va haver d'un 1% a un 5% d'augment de l'ateisme entre 2005 i 2012, i una caiguda de la gent que es considerava religiosa, que va passar d'un 73% al 60%. Actualment un 22,5% dels ciutadans de Catalunya es manifesten com a ateus. Aquestes dades provenen de l'estudi d'opinió del 2005 de l'Institut Català d'Estadística, en què un 22,5% es declaren com a no creients (ateus), un 16,5% com agnòstics i un 59% com a creients en alguna religió.

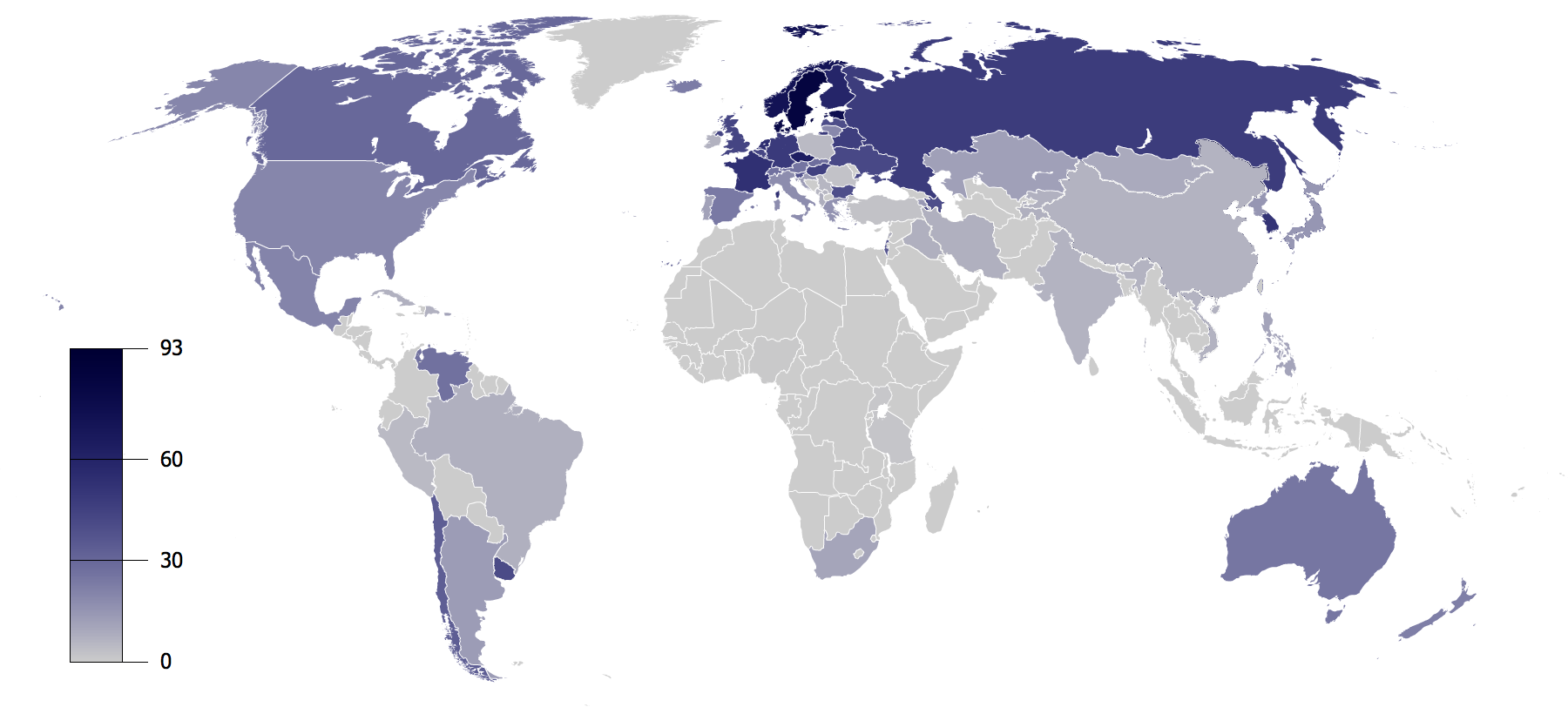
Percentatge d'ateus i agnòstics a tot el món

Un estudi va observar una correlació positiva entre els nivells d'educació i la secularitat, incloent-hi l'ateisme als Estats Units, i un estudi de la UE va trobar una correlació positiva entre l'abandonament escolar prematur i la creença en un déu. Segons el psicòleg evolucionista Nigel Barber, l'ateisme floreix en els llocs on la majoria de la gent se sent segura econòmicament, sobretot en les democràcies socials d'Europa, ja que hi ha menys incertesa sobre el futur, millor cobertura social i millors serveis de salut que resulten en una major qualitat i una major esperança de vida. Per contra, als països subdesenvolupats pràcticament no hi ha ateus. Una carta publicada en la revista Nature el 1998 va mostrar una enquesta que suggereix que la creença en un déu personal o en l'existència d'una altra vida estava en un mínim històric entre els membres de l'Acadèmia Nacional de Ciències dels Estats Units: només un 7% creuen en un déu personal, en comparació amb més del 85% de la població general dels EUA, encara que aquest estudi ha estat criticat per Rodney Stark i Roger Finke per la seva definició de creença en déu. La definició va ser: "crec en un déu al qual un pot pregar amb l'esperança de rebre una resposta". El 1958, el professor Michael Argyle de la Universitat d'Oxford va examinar set estudis d'investigació que analitzaven la correlació entre la religiositat i el quocient intel·lectual entre els estudiants de secundària i universitat dels Estats Units. Tot i que es va trobar una clara correlació negativa, l'anàlisi no va identificar la causalitat, però ha assenyalat que factors com l'autoritat familiar i la classe social també poden haver tingut un paper. El sociòleg Philip Schwadel va trobar que els nivells més alts d'educació estan associats amb un augment de la participació religiosa i la pràctica religiosa en la vida diària, però també es correlacionen amb una major tolerància a l'oposició pública de la religió i el major escepticisme dels punts de vista religiosos exclusivistes i literalisme bíblic".

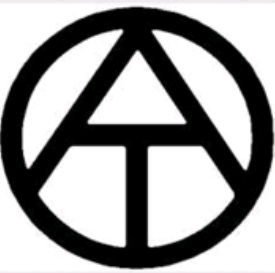
Símbol de l'ateisme
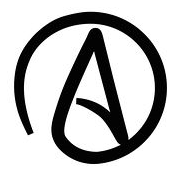
Símbol de l'agnosticisme